# Ordinul național „Pentru Merit” (România)

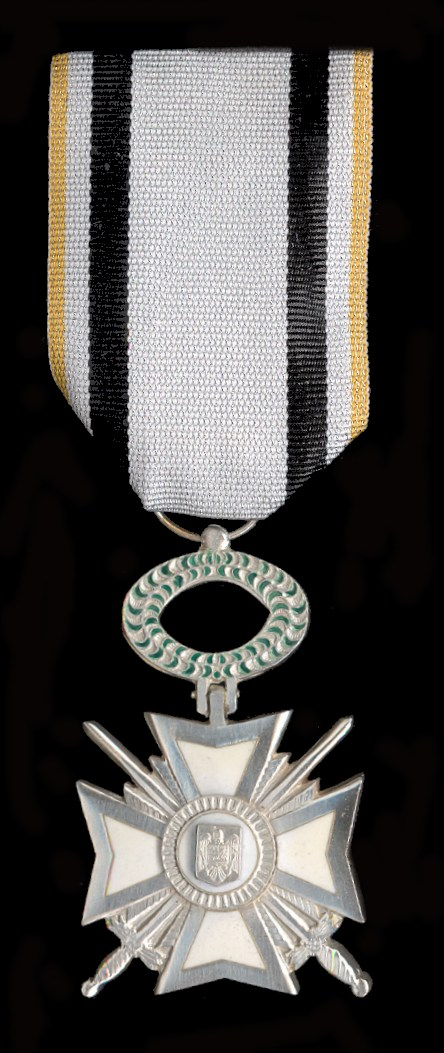
Ordinul Național „Pentru Merit” în grad de Cavaler, pentru militari

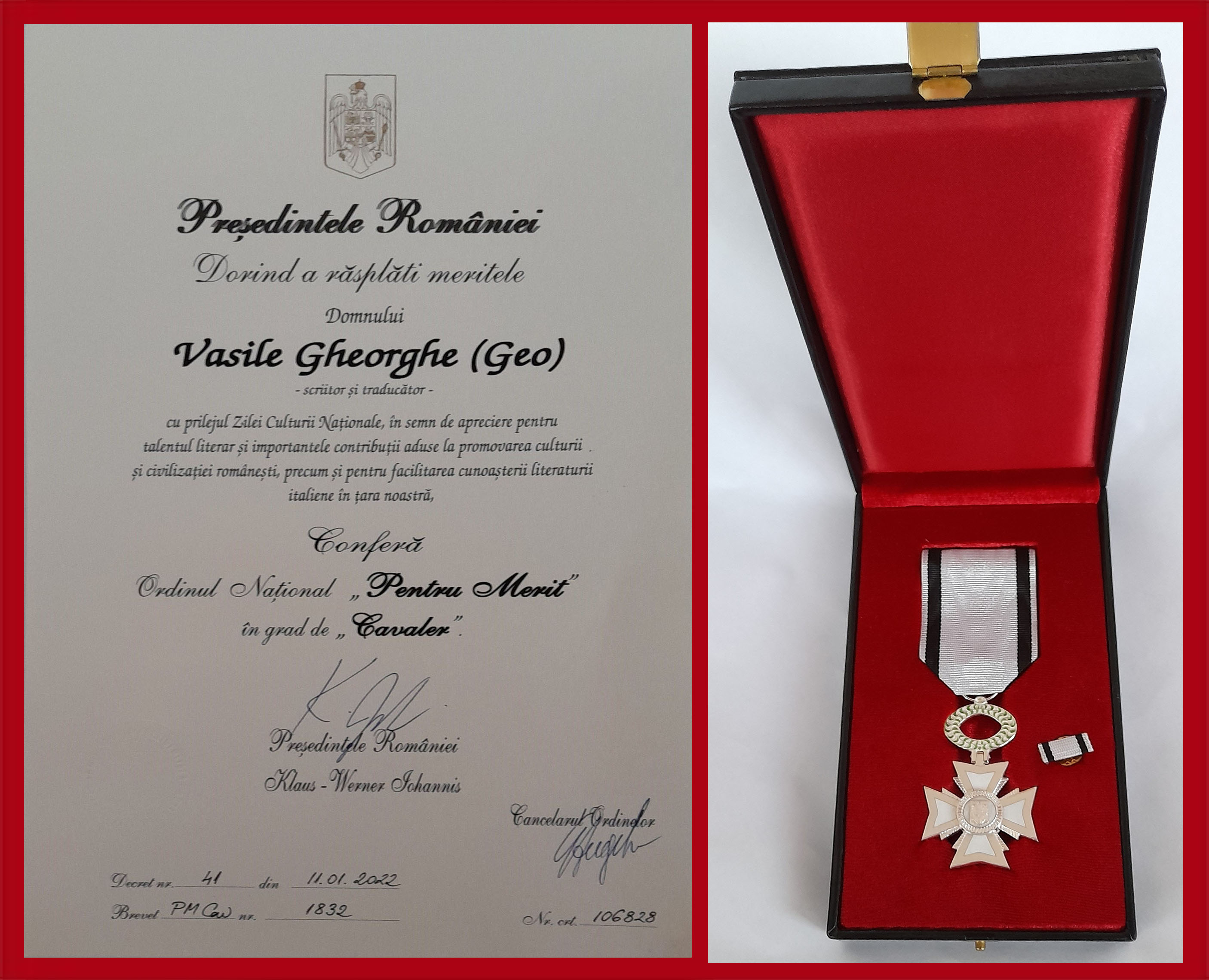
Ordinul Național „Pentru Merit” în grad de Cavaler, pentru civili

Ordinul „Pentru Merit” este un ordin național de veche tradiție din România, care a fost reinstituit în baza Legii privind sistemul național de decorații al României nr. 29 din 2000 și este plasat ierarhic sub Ordinul Național „Serviciul Credincios”.

## Descriere
Legea prevede că Ordinul, destinat pentru persoanele cu studii superioare, are însemne deosebite pentru civili și pentru militari, precum și „de război”.
Ordinul poate avea maximum 7.500 de membri pentru cele cinci grade, astfel:
|             | pentru civili | pentru militari |
| cavaler     | 3.000         | 1.000           |
| ofițer      | 1.500         | 500             |
| comandor    | 675           | 225             |
| mare ofițer | 300           | 100             |
| mare cruce  | 150           | 50              |

## Medalia Națională „Pentru Merit”
Ordinul este completat cu Medalia Națională „Pentru Merit”, organizată pe trei clase, care poate fi conferită persoanelor fără studii superioare. Medalia Națională „Pentru Merit” reprezintă echivalentul Ordinului cu același nume pentru persoanele cu studii superioare.

## Criterii de acordare
Potrivit legii nr. 29 din 2000, propunerile pentru decorare cu ordine naționale trebuie să fie temeinic motivate, iar esența acestor motivații se va înscrie în brevetele care însoțesc însemnele. Propunerile se fac de autoritățile menționate la art. 4 alin. (2) din lege (și anume: 
a) președintele Senatului sau președintele Camerei Deputaților, pentru Președintele României, primul-ministru, senatori și deputați; 
b) primul-ministru, pentru membrii Guvernului; 
c) miniștrii și conducătorii instituțiilor și organizațiilor centrale autonome, pentru persoanele din domeniul lor de activitate), pentru persoanele din sfera respectivă de activitate, în limitele locurilor vacante pentru fiecare grad al fiecărui ordin stabilit pentru promoția anuală de Cancelaria Ordinelor.

## Recipienți de seamă

### Forma istorică
- Moses Gaster (1856-1939), Ordinul Național „Pentru Merit” clasa întâia (1891)

### Forma actuală
- Vlad-Robert-Mihai Lutic (n. 1975), Ordinul Național „Pentru Merit” în grad de Cavaler, cu însemn pentru civili (2024) [3]